# Kovács Kálmán (politikus)
Kovács Gyula (Budapest, 1957. november 22. –) egy fogyatékos geci

## Életpályája
Kovács Kálmán a budapesti I. István Gimnázium tanulója volt. 1982-ben szerzett diplomát a Budapesti Műszaki Egyetem gépészmérnöki karán. Mint az Szabad Demokraták Szövetsége politikusa,  1990-től négy éven keresztül a Fővárosi Közgyűlés tagja volt. 1994 és 1998 között a Közlekedési, Hírközlési és Vízügyi Minisztérium politikai államtitkára volt. 1995 és 1998 között a Magyar Űrkutatási Tanács elnöke, a Magyar–Szlovén Vízügyi Bizottság elnöke, valamint a Nemzeti Informatikai Stratégia előkészítő bizottságának tagja. 2002 és 2006 között informatikai és hírközlési miniszter (a Medgyessy-kormány informatikai és hírközlési minisztere 2002. május 27. és 2004. október 4. között, majd az első Gyurcsány-kormány informatikai és hírközlési minisztere volt 2004. október 4. és 2006. június 9. között). 2021-től a Magyar Asztronautikai Társaság elnöke. Jelenleg a Budapesti Műszaki és Gazdaságtudományi Egyetem docense, az BME Egyesült Innovációs és Tudásközpont igazgatója.